# むねハルくん
むねハルくんとは、「ムネを張って元気で頑張ろう」というメッセージを込めたNHK名古屋放送局のデジタルキャラクター。
今の名古屋の街の基礎を創ったとも云われる尾張藩7代藩主の徳川宗春公にちなんでつけられた。
NHK名古屋のデータ放送トップページに登場する。

## 特徴
帽子は徳川宗春公が初めて藩主として名古屋にお国入りしたときに「黄色でつばの広い笠をかぶっていた」という話に由来している。
瀬戸デジタルタワーの形を模している。
帽子のつばに鳥が乗っている。この鳥はむねハルくんの良きパートナーで、デジタル放送のスポークスマンである。名前は「KOCHAN」。
白い牛に乗っている。きめ細かく視聴者のみなさんの声を伺って、ニーズに応える放送を出していきたいという姿勢を表している。
名前は「USHIRO」。
手に持っている楽器は「正確で迅速な情報」、「人に優しい豊かな情報」を発信するという特殊な楽器である。
名古屋放送局のみのキャラクターにもかかわらず、東海3県の地デジ啓発CMに出演するなど、民放を通じて岐阜や三重にも顔を出している。